# Maratelli

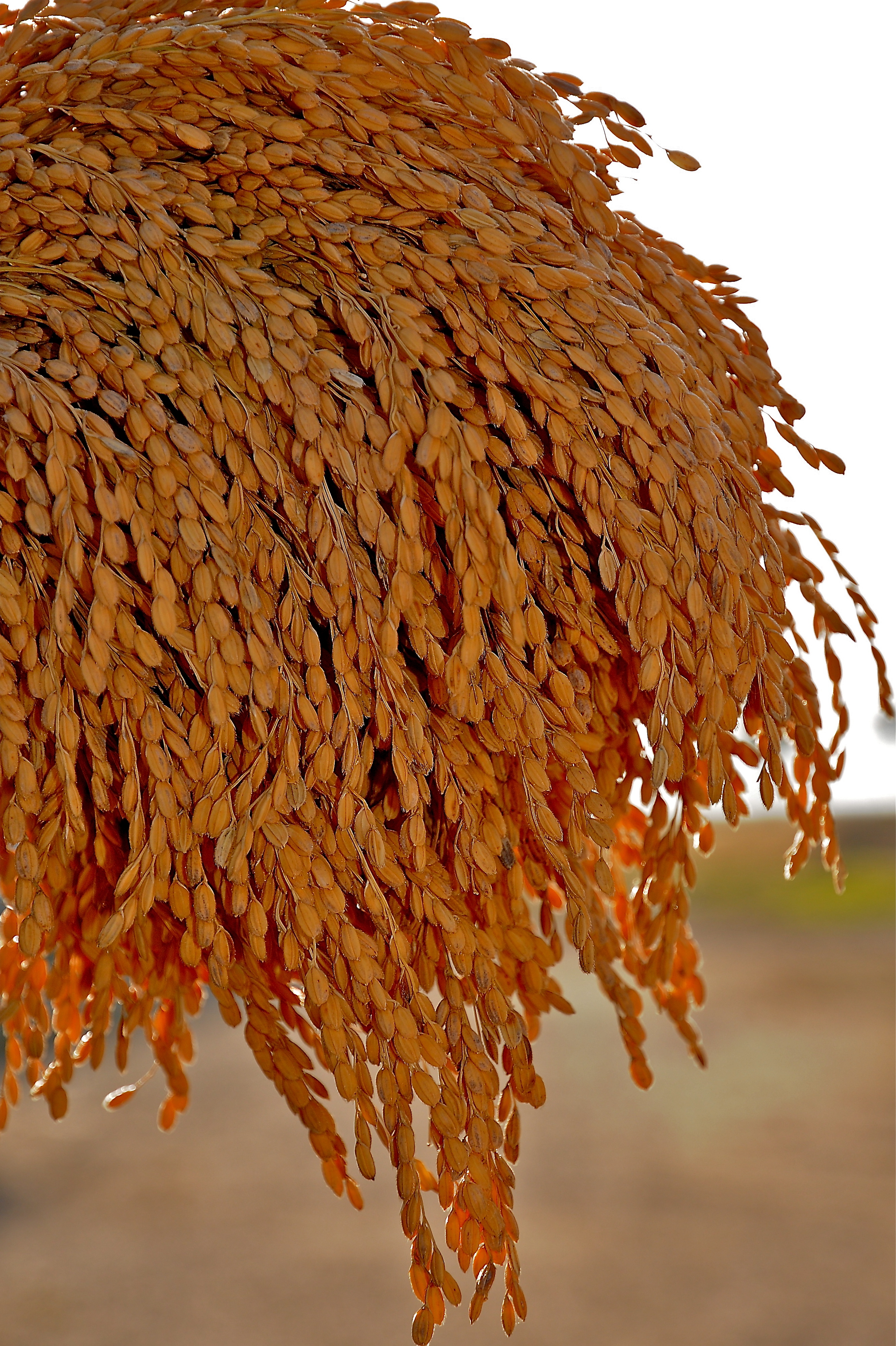
Pannocchia di Maratelli.

Il Maratelli è una varietà di riso semifino, costituita nel 1914 ad Asigliano Vercellese grazie a Mario Maratelli. Questa varietà è una cultivar derivata in origine per ibridazione naturale, dalla varietà Chinese Originario, appartenente alla ssp. japonica. Il riso Maratelli è incluso nelle varietà a ciclo precoce, presenta una taglia media, appartiene al gruppo dei risi con granella semifina, mutica e perlata. La pianta raggiunge un'altezza media di 96–118 cm, il lembo fogliare risulta a portamento pendulo, la pannocchia risulta di lunghezza media, presenta un pericarpo di colore bianco, i chicchi sono tondeggianti, medi, ricchi di amido e perciò molto ben digeribili, le cariossidi hanno una lunghezza di 5,6 mm e una larghezza di 3,2 mm e uno spessore di 2,1 mm, con un rapporto lunghezza/larghezza di 1,8. Mille cariossidi pesano 24,1 g. Resa alla lavorazione grana intera 58,5%. Il ciclo vegetativo è di 145-160 giorni, la cultivar fiorisce nella prima metà d'agosto.

## La vita del riso Maratelli
La varietà nacque quando Mario Maratelli individuò e selezionò nell'agosto dell'anno 1914 in una sua risaia coltivata con Chinese Originario una pannocchia che si distingueva dalle altre, decise di isolarla tenendola in evidenza. Dopo anni di sperimentazione, nel 1921 alla nuova varietà di risone venne dato il nome del suo selezionatore. La grande scoperta di Mario Maratelli fu quella di notare una pianta "diversa". Le nuove piante assicurarono una produzione quantitativamente maggiore rispetto alle altre varietà, raggiungendo anche una produzione di 24/25 quintali per giornata piemontese (62,4 q/ha).
Nell'anno 1923,  Mario Maratelli vinse per la coltivazione del riso omonimo, la Medaglia d'Oro e diploma nel Concorso nazionale di Selezione sementi riso dalla Regia Stazione Sperimentale di Risicoltura di Vercelli.
Nell'anno 1930 gli venne assegnato il Diploma di Gran Merito e un premio di £. 2.000 dalla Cattedra Provinciale di Agricoltura; nell'anno 1933 fu insignito del diploma di Terza Classe Distinzione al merito rurale e concessa la benemerenza della Stella di Bronzo dal Re Vittorio Emanuele III di Savoia, nell'anno 1952 gli fu conferito il titolo di Cavaliere della Repubblica Italiana.
La scoperta del riso ebbe sempre più successo e il nome del riso Maratelli fu presto sulla bocca di molti risicoltori e di molte massaie. In poco tempo il riso Maratelli si fece apprezzare dai consumatori quale riso ideale per confezionare tipici primi piatti.
La sua popolarità si diffuse non solo nel Vercellese ma si allargò in tutto il Piemonte, in Lombardia, in Veneto, in Emilia e addirittura in Svizzera.
Nell'anno 1937 il riso Maratelli assicurava il 6% della produzione nazionale e risultava al secondo posto delle varietà più diffuse, posizione che conservò fino all'anno 1949. Tale ampia diffusione venne mantenuta fino agli anni settanta, quando su una superficie nazionale di 178.779 ettari investiti a riso, la varietà Maratelli risultava coltivata su ettari 13.195. Dopo gli anni settanta si incominciò drasticamente e rapidamente a ridurre la coltivazione del Maratelli lasciando il primato e lo spazio, ad altre varietà che più si prestavano a tecniche di coltura non tradizionali, finendo così, con lo scomparire quasi del tutto. Nell'anno 1982 gli eredi di Mario Maratelli cancellarono la varietà dal registro nazionale delle varietà, cancellazione che impedì l'utilizzazione del nome Maratelli ma non il prosieguo della sua coltivazione. Il raccolto ottenuto dopo l'anno 1982, come da normativa di legge sulle varietà non presenti nel registro varietale nazionale, obbligava a commercializzare il riso con il nome della classificazione merceologica di appartenenza del chicco e cioè, medio. Il nome medio è stato utilizzato fino a maggio dell'anno 2013 quando con Decreto Ministeriale del 05/04/2013 pubblicato sulla Gazzetta Ufficiale n. 98, la varietà Maratelli è stata inserita nel registro delle varietà vegetali da conservazione, permettendo così nuovamente al riso preferito da Re Vittorio Emanuele III l'utilizzo del nome varietale: "Maratelli".
Perfetto per minestre di riso in brodo, riso e fagioli e la rinomata panissa, ottimo per risotti, Gualtiero Marchesi lo utilizza nella ricetta originale (1981) per il suo famoso risotto " ORO e ZAFFERANO". Le sue caratteristiche garantiscono un'eccezionale tenuta alla cottura e una capacità a legarsi naturalmente con tutti gli ingredienti preposti per la preparazione dei diversi piatti.
Si adatta molto bene all'alimentazione dei bambini in quanto ricco di amido.
La conservazione in purezza del seme è stata mantenuta dalla famiglia Maratelli dal 1914.

## Memoria storica

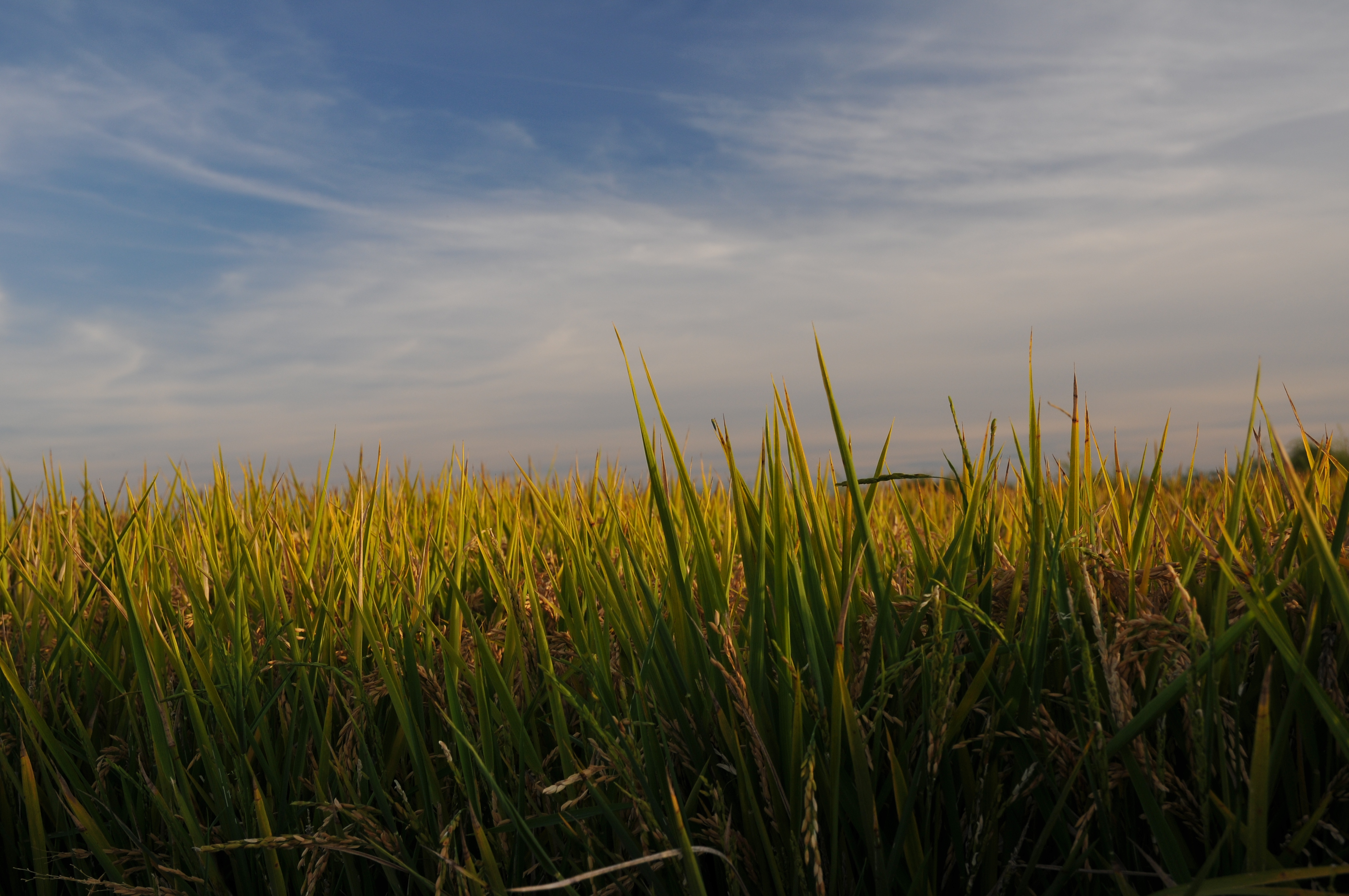
Riso Maratelli in campo

Nell'anno 2012, è stata costituita dagli eredi del cavalier Mario Maratelli un'associazione culturale denominata "Riso Maratelli 1914" con sede ad Asigliano Vercellese che ha la finalità di mantenere e rivalutare la memoria storica di questo riso, valorizzandone le caratteristiche che lo hanno portato a ricoprire un ruolo di primo piano nel contesto agroalimentare italiano.
Nell'ottobre dell'anno 2013 il riso Maratelli è salito sull'Arca del Gusto di Slow Food, progetto mondiale a difesa della biodiversità. Nella giornata del 17 maggio 2014, ad Asigliano Vercellese, è stato celebrato il centenario della scoperta e selezione di questa varietà, la presentazione di un docu-film interpretato da Bruno Gambarotta, un convegno, una cartolina commemorativa e uno speciale annullo postale hanno sancito la storicità dell'evento.

## Differenza tra Maratelli e Nuovo Maratelli
Oggi, due sono le varietà di riso (totalmente diverse tra loro) che possono fregiarsi del nome Maratelli, la varietà delle "origini" (Ibrido naturale) con le sue immutate caratteristiche, scoperta e selezionata in un suo campo nell'anno 1914 da Mario Maratelli e il Nuovo Maratelli varietà riselezionata (per soddisfare le moderne esigenze di coltivazione) nell'anno 2000 da un'importante azienda sementiera incrociando la pianta di due varietà, il Sereno e il Maratelli. Azienda sementiera alla quale gli eredi dello scopritore e selezionatore Mario Maratelli hanno concesso l'utilizzo del prestigioso nome preceduto dall'aggettivo "Nuovo", per distinguere la nuova varietà da quella storica (1914).

## Dati statistici
Superfici occupate da alcune delle varietà più coltivate in quegli anni:
Nell'anno 1938 la superficie nazionale in ettari investita a riso è così ripartita:
- Originario 107.230[7]
- Maratelli 21.632[7]
- Sancio 4.175[7]

Nell'anno 1948 la superficie nazionale in ettari investita a riso è così ripartita:
- Originario 100.033
- Maratelli 10.414
- Balilla 3.772

Nell'anno 1968 la superficie nazionale in ettari investita a riso è così ripartita:
- Balilla 35.323
- Originario 18.359
- Maratelli 11.935

Nell'anno 1970 il riparto fra le maggiori varietà in ettari:
- Arborio 29.127[8]
- Balilla 47.073[8]
- Razza-77 28.915[8]
- Maratelli 13.195[8]

Nell'anno 1938 la varietà Maratelli raggiunge il massimo storico di superficie coltivata, 21.632 ha.
Produzione:
- media della cv Maratelli 62,4 q/ha ovvero 24 q. per giornata piemontese.
- media nazionale: 44,5 q/ha nell'anno 1930, 56,8 q/ha nell'anno 1940 e di 47,5 q/ha nell'anno 1950.